# De laatste koningin
In het boek De laatste koningin van Paul Kustermans staan eigenlijk twee liefdesverhalen beschreven. Het eigenlijke verhaal gaat over Anouk, een leerling priesteres, in dit verhaal vertelt de hogepriesteres iedere avond een verhaal over Cleopatra en Marcus Anthonius.

## Verhaal Anouk
Egypte is veroverd door de Romeinen, die hebben hun kamp gebouwd vlak naast de tempel van Isis, waar Anouk een priesteropleiding volgt. Op een avond raakt Anouk aan de praat met een Romeins soldaat, hij stelt zich voor als Marcus. Het was liefde op het eerste gezicht. De volgende avond wil ze terug naar Marcus gaan maar hij is er niet. Volgens een andere wachter is hij opgesloten omdat hij een Egyptisch priesteres heeft gekust. Anouk vraagt of de wachter een bericht wil doorgeven aan Marcus, ze betaald hem met een ring. De volgende avond zwemt Anouk naar de achterkant van het kamp, daar ontmoeten ze elkaar. Marcus vertelt dat hij eigenlijk Durnan heet, maar dat hij een Romeinse  naam gebruikte om indruk op haar te maken. Ze blijven samen praten tot de vroege ochtend en dan zwemt Anouk terug. De volgende dag doen ze hetzelfde, maar de dag erna zou Marcus naar Anouk komen. Als Anouk staat te wachten op Marcus komt de hogepriesteres ineens naast haar staan. Ze zegt dat ze van hun relatie wist, maar dat ze deze niet afkeurt want de goden hebben haar geleerd ware liefde nooit af te keuren. Ze heeft ook voor een kar gezorgd zodat ze samen weg kunnen rijden en ergens anders een nieuw leven kunnen beginnen.

## Verhaal van Cleopatra en Marcus Antonius
Marcus Antonius, een Romeinse Koning ontbindt Cleopatra naar Rome. Cleopatra komt aan per boot als een echte godin. Ze zet een kamp op en nodigt Marcus Antonius en nog een paar hoogstaande mensen uit. Aan het einde van het feestmaal hebben de twee een kort gesprek met elkaar, het klikt meteen. Cleopatra vraagt Marcus Antonius of hij Farao, en dus leider van Opper- en Nederegypte wil worden, maar hij weigert. De twee houden zielsveel van elkaar maar op een dag moet Marcus een strijd gaan leveren en verlaat hij Cleopatra een tijdje. Later komen ze terug samen, en de volgende strijd leveren ze ook samen. Ze verliezen en Cleopatra wordt gevangengenomen. Boodschappers sturen een bericht naar Marcus waarin staat dat Cleopatra dood is. Van verdriet steekt hij zich een zwaard door zijn onderbuik. Hij sterft langzaam. Nog voor hij dood is komt Cleopatra bij hem, want ze was helemaal niet dood, met zijn laatste adem opent Marcus zijn ogen om Cleopatra nog één keer te kunnen zien, en dan sterft hij in haar armen. Cleopatra wil zichzelf doden maar wordt tegengehouden en terug gevangengenomen. Om toch stijlvol te sterven laat Cleopatra een mand vijgen brengen met onderin een gifslang. Ze laat zich bijten.